# Braeden Lemasters
Braeden Matthew Lemasters, född 27 januari 1996 i Warren i Ohio (från nio års ålder uppvuxen i Santa Clarita i Kalifornien), är en amerikansk skådespelare, musiker och sångare. Han började sin karriär som barnskådespelare i rollen som Albert Tranelli i TNT:s dramakomediserie Men of a Certain Age (2009–2011). Han har gjort gästframträdanden i TV-serier som Criminal Minds, Cityakuten, House, Grey's Anatomy och The Romanoffs. Han är även medlem i det amerikanska alternativrockbandet Wallows, där han är gitarrist och sångare.
Braeden Lemasters har också medverkat i filmer, bland annat i The Stepfather (2009), Easy A (2010), A Christmas Story 2 (2012) och Totem (2017).

## Filmografi (i urval)

### Filmer
- 2009 – The Stepfather
- 2010 – Easy A
- 2012 – A Christmas Story 2
- 2015 – R.L. Stine's Monsterville: Cabinet of Souls (TV-film)
- 2017 – Totem
- 2018 – Flock of Four

### TV-serier
- 2005 – Six Feet Under (TV-serie)
- 2006 – Criminal Minds (TV-serie)
- 2006 – Cityakuten (TV-serie)
- 2006 – The Closer (TV-serie)
- 2006 – House (TV-serie)
- 2007 – Life (TV-serie)
- 2007 – Grey's Anatomy (TV-serie)
- 2008 – Law & Order: Special Victims Unit (TV-serie)
- 2008 – Eli Stone (TV-serie)
- 2008 – Ghost Whisperer (TV-serie)
- 2008 – Saving Grace (TV-serie)
- 2008 – Cold Case (TV-serie)
- 2009 – NCIS (TV-serie)
- 2009–2011 – Men of a Certain Age (TV-serie)
- 2013–2014 – Betrayal (TV-serie)
- 2016 – 11.22.63 (TV-serie)
- 2016 – The Price Is Right (TV-serie)
- 2018 – The Romanoffs (TV-serie)
- 2018 – The Late Late Show with James Corden (även 2019) (uppträdande med bandet Wallows)
- 2019 – The Tonight Show Starring Jimmy Fallon (uppträdande med bandet Wallows)
- 2020 – Jimmy Kimmel Live! (uppträdande med bandet Wallows)